# Магнолия иволистная
Магнолия иволистная (лат. Magnolia salicifolia) — вид цветковых растений, входящий в род Магнолия (Magnolia) семейства Магнолиевые (Magnoliaceae).
Интродуцирована в 1892 году. Достаточно холодостойка, требует богатых, хорошо увлажненных почв.
Известен гибрид магнолии иволистной и магнолии звёздчатой (Magnolia stellata) — Magnolia proctoriana Rehd., отличающийся цветками с 6—12 долями и опушенными ростовыми почками.

## Распространение и экология
В природе ареал вида охватывает Японию (острова Хонсю, Кюсю, Сикоку).
Произрастает в горах от 800 до 1800 м над уровнем моря, по влажным западинам вдоль горных рек. 

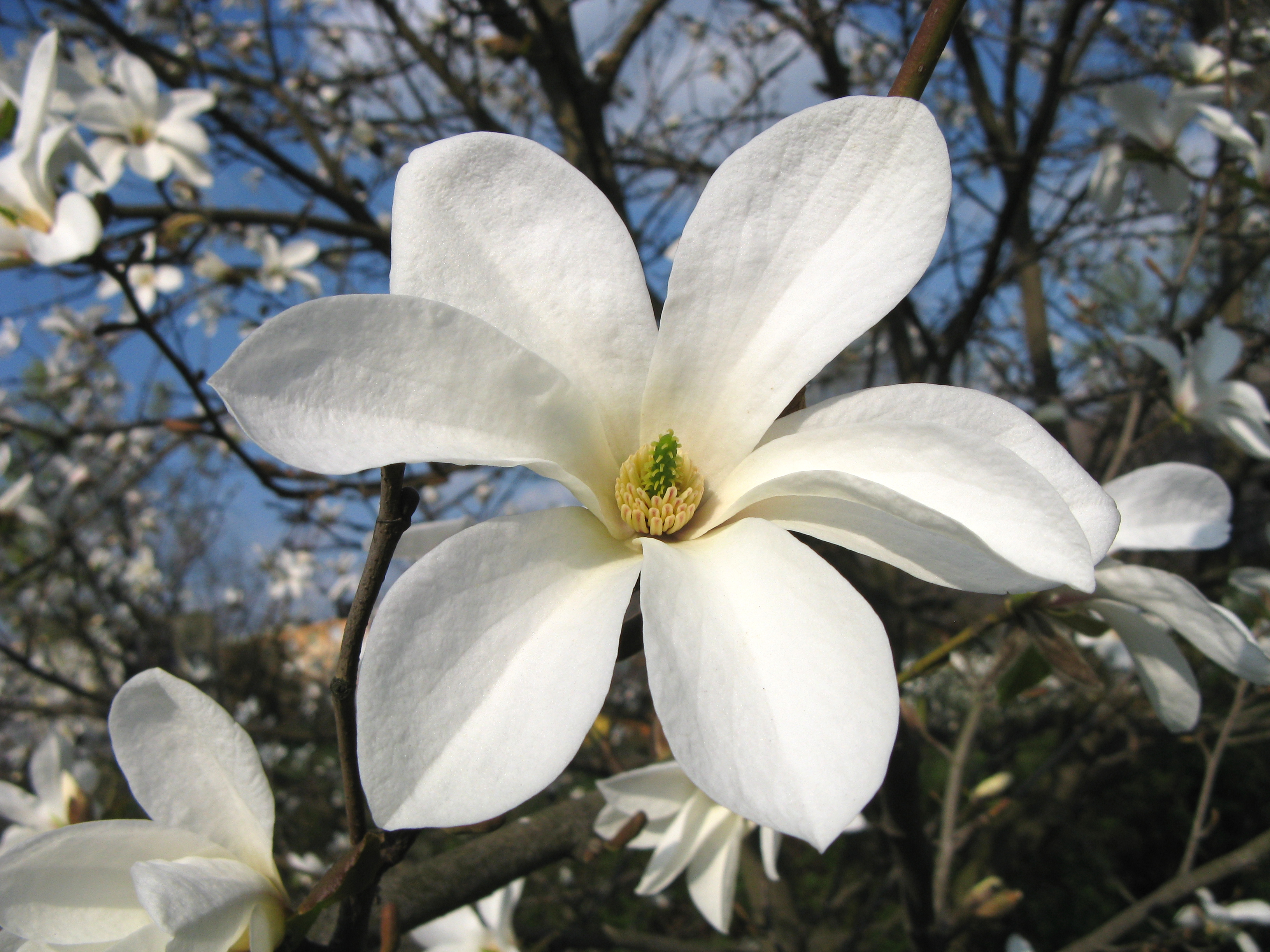
Цветок

## Ботаническое описание
Листопадное дерево высотой 8—10 м с пирамидальной кроной и стволом диаметром 20—30 см, покрытым светло-серой гладкой корой. Побеги голые, сначала светло-зелёные, затем темнеющие, к 3 годам тёмно-красно-коричневые.
Цветочные почки длиной 2—2,5 см, диаметром 0,6—0,8 см, удлинённо-обратнояйцевидные, светло-жёлтоопушённые; ростовые почки голые, длиной 0,6—0,9 см, диаметром 0,2—0,3 см. Листья узкоэллиптические, длиной 8—15 см, шириной 3—5 см, равномерно суженные к вершине и основанию, реже с закруглённым основанием, иногда серповидно изогнутые, тонкие, кожистые, со слабым запахом аниса, сверху голые, светло-зелёные, снизу серебристо-белые с желтоватыми жилками, редко опушённые, с многочисленными просвечивающимися точками. Черешки тонкие, голые, длиной 1—1,5 см.
Цветки колокольчатые, при отцветании чашевидные, ароматные, белые, диаметром 8—10 см; долей околоцветника 9, из них наружные зеленовато-жёлтые, длиной около 3—4,5 см, шириной 0,5—1 см, быстро опадающие, внутренние белые, снаружи у основания с бледно-пурпурным оттенком, продолговато-лопатчатые, длиной около 5—7 см, шириной 1,5—2,5 см.
Плод — бледнокоричневая или зеленоватая, узкоцилиндрическая сборная листовка длиной 7,5 см и диаметром 3 см.
Цветение в апреле — мае, до появления листьев. Плодоношение в сентябре — октябре.

## Таксономия
Вид Магнолия иволистная входит в род Магнолия (Magnolia) подсемейства Магнолиевые (Magnolioideae) семейства Магнолиевые (Magnoliaceae) порядка Магнолиецветные (Magnoliales).
|  |                                      |  |                                                             |                                                             |                       |  | ещё 5 семейств (согласно Системе APG II) | ещё 5 семейств (согласно Системе APG II)               |                                                        |  |  |  | род Манглиетия | род Манглиетия          |  |  |
|  |                                      |  |                                                             |                                                             |                       |  | ещё 5 семейств (согласно Системе APG II) | ещё 5 семейств (согласно Системе APG II)               |                                                        |  |  |  | род Манглиетия | род Манглиетия          |  |  |
|  |                                      |  |                                                             | порядок Магнолиецветные                                     |                       |  |                                          |                                                        | подсемейство Магнолиевые                               |  |  |  |                | вид Магнолия иволистная |  |  |
|  |                                      |  |                                                             | порядок Магнолиецветные                                     |                       |  |                                          |                                                        | подсемейство Магнолиевые                               |  |  |  |                | вид Магнолия иволистная |  |  |
|  | отдел Цветковые, или Покрытосеменные |  |                                                             |                                                             | семейство Магнолиевые |  |                                          |                                                        | род Магнолия                                           |  |  |  |                |                         |  |  |
|  | отдел Цветковые, или Покрытосеменные |  |                                                             |                                                             |                       |  |                                          |                                                        |                                                        |  |  |  |                |                         |  |  |
|  |                                      |  | ещё 44 порядка цветковых растений (согласно Системе APG II) | ещё 44 порядка цветковых растений (согласно Системе APG II) |                       |  |                                          | подсемейство Liriodendroidae (согласно Системе APG II) | подсемейство Liriodendroidae (согласно Системе APG II) |  |  |  | ещё 239 видов  |                         |  |  |
|  |                                      |  |                                                             | ещё 44 порядка цветковых растений (согласно Системе APG II) |                       |  |                                          |                                                        | подсемейство Liriodendroidae (согласно Системе APG II) |  |  |  |                |                         |  |  |